# Важиха, Кшиштоф
Кши́штоф Ирене́уш Важи́ха (Варжиха) (пол. Krzysztof Ireneusz Warzycha; греч. Κριστόφ Βαζέχα; род. 17 ноября 1964, Катовице) — польский футболист, нападающий. Большую часть своей карьеры провёл в «Панатинаикосе».

## Карьера

### Клубная
Кшиштоф в 14-летнем возрасте сыграл роль молодого Герарда Цесьлика в документальном фильме Gra o wszystko. Начал свою профессиональную карьеру в клубе «Рух» из Хожува, с которым стал чемпионом Польши в сезоне 1988/89, а также лучшим бомбардиром турнира.
В декабре 1989 Важиха присоединился к греческому «Панатинаикосу» и на долгие годы стал основной ударной силой греческого клуба в нападении. Кшиштоф три раза становился лучшим бомбардиром чемпионата Греции, трижды признавался лучшим иностранным футболистом, выиграл по пять чемпионатов и кубков Греции, а также два Суперкубка. Важиха является лучшим бомбардиром «Панатинаикоса» за всю его историю. В 1998 году получил греческое гражданство.

### В сборной
За сборную Польши Важиха сыграл 50 матчей, забил 9 мячей. Последнюю игру в футболке национальной сборной провёл в апреле 1997 против команды Италии (Польша потерпела поражение 3:0).

## Тренерская карьера
Летом 2007 года стал техническим директором греческой футбольной школы «Арсенал», в 2008 году — скаутом «Панатинаикоса». В 2009 году основал футбольную академию ΜΑΧΗ. После того как тренер «Панатинаикоса» Хенк тен Кате был уволен 8 декабря 2009 года, Важиха был назначен ассистентом главного тренера.
1 марта 2012 года Кшиштоф был назначен главным тренером «Эгалео». Также в 2012 году Важиха успел поруководить клубом «Фокикос».
На внеочередных парламентских выборах 2015 года был кандидатом в депутаты от партии «Независимые греки», занял третье место по своему избирательному округу.

## Достижения
- Чемпион Польши (1): 1988/89
- Чемпион Греции (5): 1989/90, 1990/91, 1994/95, 1995/96, 2003/04
- Кубок Греции (5): 1990/91, 1992/93, 1993/94, 1994/95, 2003/04
- Суперкубок Греции (2): 1993, 1994